# John Goble
John Goble (* 25. November 1978 in Miami, Florida) ist ein US-amerikanischer Schiedsrichter im Basketball, der seit dem Jahr 2007 in der NBA tätig ist. Er trägt die Uniform mit der Nummer 10.

## Karriere

### College-Basketball
Vor dem Einstieg in die NBA arbeitete er als College-Basketballschiedsrichter u. a. in der Southeastern Conference, Conference USA und Sun Belt Conference.

### National Basketball Association
Goble begann im Jahr 2007 seine NBA-Schiedsrichterlaufbahn beim Spiel der New Orleans Hornets gegen die Sacramento Kings.
Zuvor war er vier Jahre als Schiedsrichter in der NBA G-League tätig.

## Privates
Sein jüngerer Bruder Jacyn Goble ist ebenfalls Schiedsrichter in der NBA.